# Прогресивний метал
Прогресивний метал (англ. Progressive metal) — це різновид важкого металу, якому притаманні змішування могутніх звуків металу, що створюються гітарою, зі складними композиційними структурами, непарними музичними розмірами, і заплутаною інструментальною грою в стилі прогресивного року. Деякі гурти прогресивного металу знаходяться також під впливом класичної музики та джаз-ф‘южну. Подібно до прогресивного року, пісні прогресивного металу зазвичай є набагато тривалішими за пісні звичайного металу і часто поєднуються в концептуальні альбоми. Як результат, композиції прогресивного металу рідко транслюються в радіо та телевізійних передачах.

## Історія
Витоки прогресивного металу можна починати відстежувати з творчості гуртів прогресивного року кінця 1960-х — початку 1970-х років, таких як Yes, Pink Floyd, Emerson, Lake & Palmer, Jethro Tull, King Crimson, Genesis, ранній Queen, Uriah Heep та Rush. Часто поєднували свою музику з елементами металу останні три гурти з вищенаведених. Однак цей жанр музики зміг розвинутися до рівня самостійного лише з середини 1980-х років. Таким гуртам як Rainbow було притаманно чимало рис прогресивного металу. А колективи як Fates Warning, Queensrÿche, Dream Theater запозичили від тих груп прогресивного року елементи — первинність інструментальності та композиційна структура пісень — і поєднали їх зі стилями важкого металу, який насамперед асоціюється від початку 1990-х років з Metallica та Megadeth.

Основний напрямок розвитку прогресивний метал отримав на початку 1990-х, коли композиція «Silent Lucidity» (з альбому «Empire» 1990 р.) гурту Queensrÿche стала хітом на радіо та каналі MTV. Вона не є типовою піснею для прогресивного металу, але її популярність привернула високу увагу до інших гуртів прогресивного металу. У 1993 році стає вельми популярною і композиція «Pull Me Under» (з альбому 1992 р. «Images and Words») гурту Dream Theater. Такі гурти 1990-х років як Pain of Salvation, Opeth, Ayreon та Symphony X також розвинули свій власний стиль.
Гурт Pain of Salvation запозичив чимало від прогресивного року 1970-х років, а Ayreon залишився традиційно з тематикою прогресивного металу, але поєднав її з проявом рок-опери. Symphony X поєднав прогресивні елементи з неокласичним металом, але утримуючи певну відстань між цими двома субжанрами. Девін Таунсенд (Devin Townsend), гітарист та вокаліст гурту Strapping Young Lad напрямку важкого металу (він також є колишнім співаком гурту Стіва Вея) сполучив елементи музичного стилю ембієнт з прогресивним металом 1980-х років в своїх перших двох сольних альбомах «Ocean Machine: Biomech» та «Infinity». Гурт Opeth також комбінував свій прогресивний фактор зі стилем дез-метал. Інший вплив на прогресивний метал спричинили гурти «технічного металу», такі як Death, Watchtower, Atheist та Cynic, які використовували віртуозну інструментальну гру в комплексі з структурами пісні.

Гурти на кшталт Sun Caged та Circus Maximus знаходяться під впливом традиційного прогресивного металу та декількох гуртів першої хвилі 1990-х років. А такі гурти як Dark Suns, Disillusion або ж Conscience зазнали впливу колективів емоційного прогресивного металу як Opeth, Pain of Salvation, Green Carnation та Anathema. Гурт Tiamat зі Швеції так само перебуває під впливом жанру прогресивного металу, особливо в своєму проривному альбомі «Wildhoney» 1994 р.

## Різнобарвність
Прогресивний метал може бути розбитий на незлічену кількість субжанрів, які відповідають іншим певним музичним стилям та які вплинули на гурти прогресивного металу. Наприклад, гурти King's X та Opeth, котрі взагалі визначаються як ті, що належать до прогресивного металу, насправді знаходяться на протилежних кінцях акустичного спектра. Основні течії рок-музики головним чином вплинули на гурт King's X, який фактично зробив основний внесок в зростанні гуртів напрямку ґрандж, таких як Pearl Jam, чий басист Джефф Амент (Jeff Ament) якось промовив, що King's X винайшов ґрандж". Натомість ґроулінг-вокал та важке звучання гітар у Opeth (які у великій кількості змішані з акустичними переходами, що нагадують готичний метал) часто порівнюють з дез-металом, хоча музикант Мікаел Акерфелдт (Mikael Åkerfeldt) посилається на Yes та Camel як головні чинники впливу на стиль цієї музики.
Класична та симфонічна музика також значно вплинула на розділи жанру прогресивного металу, зокрема Девін Таунсенд та гурти Symphony X і Shadow Gallery поєднали традиційний прогресивний метал зі складністю та грандіозністю, що завжди притаманні класичним композиціям. Подібно до цього, деякі гурти, такі як Dream Theater та Liquid Tension Experiment знаходяться під впливом джазу і часто їхні композиції містять в собі довготривалі сольні партії, так звані традиційні соло. Cynic, Atheist та Pestilence також роблять суміш джаз-ф'южну з дез-металом. Багато вдається до впливу напрямку ембієнт у своїй музиці Девін Таунсенд. Прогресивний метал часто пов'язують з павер-металом (приклад: музичний фестиваль «ProgPower») та частково з треш-металом (приклад: альбом «Time Does Not Heal» гурту Dark Angel). Частина виконавців поєднує прогресив з екстремальним металом, зокрема з дезом, як то Fractal Gates у «Altered State of Consciousness» та інших своїх працях.
До інших гуртів, в який розпізнаються елементи прогресивного металу, можна віднести Coroner, Mekong Delta, Voivod, Forbidden, Metallist, Heathen, Sadus, Tool та Blind Illusion.

## Розбіжності з авангардним металом
Хоча обидва, і прогресивний, і авангардний метали використовують експерименти та нестандартні ідеї, швидше є велика різниця між цими двома субжанрами. Експериментування прогресивного металу полягає, головним чином, в награванні складних ритмів та пісенних структур на традиційних інструментах. Для авангардного металу більшість експериментування є у використанні незвичних звуків та інструментів. Прогресивний метал також ставить наголос на техніці та теоретичній складності гри (наприклад, непарні музичні розміри, складні форми пісні, вплив джаз-ф'южну та ін.), в той час, як авангардний метал звертається до більшості звичайних музичних форм.

## Гурти
- Jinjer
- Spiral Architect
- Grief of Emerald
- Dream Theater
- Tool
- Opeth
- Ayreon
- Pain of Salvation
- Mastodon
- Девін Таунсенд
- Symphony X
- Queensrÿche
- Evergrey
- Amorphis
- Meshuggah
- Nevermore
- Between the Buried and Me
- Kamelot
- Riverside
- Katatonia
- Gojira
- Isis
- Fates Warning
- Devil Sold His Soul
- Galneryus
- S'efforcer

## Інші статті
- Важкий метал
- Прогресивний рок